# Prosoplus jobiensis
Prosoplus jobiensis là một loài bọ cánh cứng trong họ Cerambycidae.